# Peixe-lua-rabudo
O peixe-lua-rabudo (Masturus lanceolatus) é um peixe da família Molidae encontrado em mares tropicais e temperados. É raramente encontrado, e por isso, pouco se sabe da biologia ou história de vida desta espécie. Este peixe recentemente se tornou importante para a pesca comercial, próximo de Taiwan.

## Distribuição e habitat
A distribuição do peixe-lua-rabudo é mundial em mares tropicais e temperados. Eles habitam principalmente a zona epipelágica dos mares. Durante o dia, eles passam a maior parte de seu tempo a uma profundidade de 5 a 200 metros, e durante a noite eles preferem passar seu tempo nas áreas um pouco mais profundas que vão de 100 a 250 metros de profundidade. Esta espécie também tem sido avistada na zona mesopelágica até uma profundidade de 670 metros, mas eles podem descer a mais de 1.000 metros de profundidade.

## Descrição
Ele tem um corpo em forma oval, com uma cor acinzentada e algumas manchas escuras. Os dentes em ambos os maxilares são fundidos em bico.
Um dos maiores peixes ósseos do oceano, o peixe-lua-rabudo pode medir até 3,4 metros de comprimento e pesa 2.000 Kg.

## Outras denominações
- Advim - Cabo Verde
- Benzedor - Cabo Verde
- Mola - Cabo Verde
- Orelhão - Cabo Verde
- Orelhudo - Cabo Verde
- Peixe-lua - Açores, Brasil, Cabo Verde
- Roda - Cabo Verde
- Rolim - Cabo Verde